# Tămășeu
Tămășeu (węg. Paptamási) – wieś w Rumunii, w okręgu Bihor, w gminie Tămășeu. W 2011 roku liczyła 1024 mieszkańców.